# División de Honor de la Liga Nacional de Béisbol 2025
La División de Honor de la Liga Nacional de Béisbol 2025 es la edición número 82 de la División de Honor de béisbol, la máxima categoría de la Liga Española de Béisbol. Comenzó a disputarse en la temporada 1957-58 bajo el nombre de Liga Nacional de béisbol, teniendo como primer campeón al Hércules Las Corts. 

## Equipos
Para esta edición los equipos estarán divididos en 1 solo grupo de 10 equipos:
| Equipo                | Estadio                          | Capacidad | Localidad                 |
| --------------------- | -------------------------------- | --------- | ------------------------- |
| Béisbol Navarra       | Instalaciones deportivas El Soto | 200       | Burlada                   |
| Miralbueno Zaragoza   |                                  |           |                           |
| San Inazio            | Polideportivo El Fango           | 200       | Bilbao                    |
| Sant Boi              | Campo municipal de béisbol       | 500       | San Baudilio de Llobregat |
| Marlins               | Centro Insular de Béisbol        | 200       | Puerto de la Cruz         |
| Astros                | Campo Federativo del Turia       | -         | Valencia                  |
| Viladecans            | Estadi Olimpic de Viladecans     | 1500      | Viladecans                |
| CBS Antorcha Valencia |                                  |           |                           |
| Béisbol Barcelona     | Estadio Pérez de Rozas           | 800       | Barcelona                 |
| Toros de Pamplona     |                                  |           |                           |

## Clasificación
|                                                                                    | Equipo                | J  | G  | P  | PF  | PC  | DP   |
| ---------------------------------------------------------------------------------- | --------------------- | -- | -- | -- | --- | --- | ---- |
| 1                                                                                  | Tenerife Marlins P.C. | 18 | 18 | 0  | 242 | 30  | 212  |
| 2                                                                                  | Astros Valencia       | 18 | 13 | 5  | 130 | 80  | 50   |
| 3                                                                                  | San Inazio            | 18 | 12 | 6  | 127 | 91  | 36   |
| 4                                                                                  | Sant Boi              | 18 | 11 | 7  | 114 | 84  | 30   |
| 5                                                                                  | Béisbol Navarra       | 18 | 9  | 9  | 139 | 117 | 22   |
| 6                                                                                  | Toros Pamplona        | 18 | 9  | 9  | 114 | 104 | 10   |
| 7                                                                                  | Béisbol Barcelona     | 18 | 7  | 11 | 98  | 149 | -51  |
| 8                                                                                  | Miralbueno Zaragoza   | 18 | 7  | 11 | 87  | 185 | -98  |
| 9                                                                                  | Antorcha Valencia     | 18 | 4  | 14 | 88  | 149 | -61  |
| 10                                                                                 | Béisbol Irabia        | 18 | 0  | 18 | 46  | 196 | -150 |
| Fuente: División de Honor de la Liga Nacional de Béisbol; actualización automática |                       |    |    |    |     |     |      |